# South Taranaki Bight
Die South Taranaki Bight ist eine große Bucht, die sich im südlichen und westlichen Küstenbereich der Nordinsel Neuseelands erstreckt. Das Gegenstück dazu ist die North Taranaki Bight nördlich von Cape Egmont.
Die Größe der Bucht wird unterschiedlich angegeben. Im engeren Sinne erstreckt sie sich von der Mündung des Kaupokonui Stream im südlichen Teil der Region Taranaki bis zur Mündung des Pātea River. Im weiteren Sine wird die gesamte Westküste des südlichen Teils der Nordinsel bis Waikanae an der Kapiti Coast hinzugerechnet, was die gesamte südöstliche Küstenlinie der Region Manawatū-Whanganui mit einschließt.